# Tinaroo
Tinaroo – miasto w Australii, w stanie Queensland.